# Stelling van Dao over zes cirkelmiddelpunten

Stelling van Dao over zes cirkelmiddpunten

De stelling van Dao over zes cirkelmiddelpunten is een stelling uit de Euclidische meetkunde. De stelling werd in 2013 ontdekt door de Vietnamese wiskundige Đào Thanh Oai, die hem in 2013 postte in een Facebookgroep van de wiskundewebsite cut-the-knot. In 2014 werden verschillende bewijzen van de stelling gepubliceerd in Forum Geometricorum.

## De stelling
We beginnen met een zeshoek {\displaystyle A_{1}A_{2}A_{3}A_{4}A_{5}A_{6}} waarvan de hoekpunten op een cirkel liggen. Met de lijnen {\displaystyle A_{1}A_{2}}, {\displaystyle A_{3}A_{4}} en {\displaystyle A_{5}A_{6}} vormen we de driehoek {\displaystyle A_{23}A_{45}A_{61}} en met de lijnen {\displaystyle A_{2}A_{3}}, {\displaystyle A_{4}A_{5}} en {\displaystyle A_{6}A_{1}} de driehoek {\displaystyle A_{34}A_{56}A_{12}}. {\displaystyle C_{12}} is nu het middelpunt van de omgeschreven cirkel van driehoek {\displaystyle A_{1}A_{2}A_{12}} en op dezelfde manier vinden we {\displaystyle C_{23}}, {\displaystyle C_{34}}, {\displaystyle C_{45}}, {\displaystyle C_{56}} en {\displaystyle C_{61}}.
De stelling luidt nu dat {\displaystyle C_{12}C_{45}}, {\displaystyle C_{23}C_{56}} en {\displaystyle C_{34}C_{61}} concurrent zijn, dus een gezamenlijk snijpunt hebben. Zie de figuur.
Een bijzonder geval van de stelling is wanneer de hoekpunten van de zeshoek twee aan twee samenvallen, dus als de zeshoek ontaardt in een driehoek. In dat geval wordt het snijpunt uit de stelling het punt van Kosnita.